# Iyaz
Keidran Jones (ur. 15 kwietnia 1987), lepiej znany pod pseudonimem Iyaz – piosenkarz i raper. 
Iyaz dorastał w Tortoli na Brytyjskich Wyspach Dziewiczych. Muzykę zaczął nagrywać już w college'u, a jego piosenki stały się popularne na Karaibach. Został odkryty na MySpace przez Seana Kingstona, dzięki któremu podpisał kontrakt z wytwórnią Time Is Money/Beluga Heights, należącą do Warner Bros. Records. Jego pierwszym singlem był Replay, który odniósł sukces w Stanach Zjednoczonych, gdzie uplasował się na 2. pozycji Billboard Hot 100 i rozszedł w ponad 2.500.000 kopii. Wokalista przyznał, że w 2010 roku planuje wydanie albumu oraz kolejnych singli. 
W 2010 r. wraz z wokalistką Charice nagrał utwór Pyramid, który stał się hitem w Stanach Zjednoczonych i znalazł się na 1 miejscu listy Billboard Hot Dance/Club.
Iyaz wziął także udział w nagraniu singla charytatywnego "We Are the World 25 for Haiti".
W 2010 roku wystąpił gościnnie w serialu komediowym Hannah Montana (odc. 94 "Hannah's Gonna Get This"), gdzie razem z główną bohaterką zaśpiewał piosenkę "Gonna Get This".

## Dyskografia

### Albumy studyjne
| 2010                                          | Replay - Data: 7 czerwca 2010 - Wydawca: T.I.M.E/Beluga Heights/Reprise - Format: CD, digital download | — | 26 |
| "—" oznacza, iż nie wszedł na listę przebojów | |   |    |

### Single
| Rok  | Tytuł    | Najwyższa pozycja | Najwyższa pozycja | Najwyższa pozycja | Najwyższa pozycja | Najwyższa pozycja | Najwyższa pozycja | Najwyższa pozycja | Najwyższa pozycja | Najwyższa pozycja | Najwyższa pozycja | Album  |
| Rok  | Tytuł    | USA               | USA Pop           | GBR               | GBR R&B           | IRL               | CAN               | NZL               | AUS               | SWE               | NLD               | Album  |
| ---- | -------- | ----------------- | ----------------- | ----------------- | ----------------- | ----------------- | ----------------- | ----------------- | ----------------- | ----------------- | ----------------- | ------ |
| 2009 | "Replay" | 2                 | 1                 | 1                 | 1                 | 3                 | 5                 | 2                 | 6                 | 38                | 29                | Replay |
| 2010 | "Solo"   | 43                | —                 | —                 | —                 | —                 | 54                | —                 | 45                | —                 | —                 | Replay |

### Występy gościnne
- 2010: We Are the World 25 for Haiti (ft. V.A.)
- 2010: Pyramid (ft. Charice)
- 2010: La La La (ft. Auburn)
- 2010: Break My Bank (ft. New Boyz)
- 2010: Slow Motion (ft. Lil Uno & Fingazz)
- 2010: Gonna Get This (ft. Hannah Montana)
- 2010: Blow Up (ft. Pill)
- 2011 If I Ruled The World (ft. Big Time Rush)
- 2011 You're My Only Shorty (ft. Demi Lovato)